# Ophelia (orkaan, 2011)
Orkaan Ophelia was een tropische cycloon die op 21 september 2011 ontstond uit een lagedrukgebied en een tropische golf.

## Ontstaan en ontwikkeling
De orkaan begon in het begin van september als een zich samenstellende tropische golf vlak bij de Afrikaanse kust. Toen deze zich naar het westen verplaatste won hij aan kracht en ontwikkelde zich uiteindelijk op 20 september tot een tropische storm die van de meteorologen de naam "Ophelia" kreeg. Uiteindelijk viel de storm op 25 september uiteen in een lagedrukgebied. Twee dagen later, in de namiddag van 27 september, ging het gebied opnieuw over in een tropisch depressie om op 28 september weer aan te zwellen tot een tropische storm.

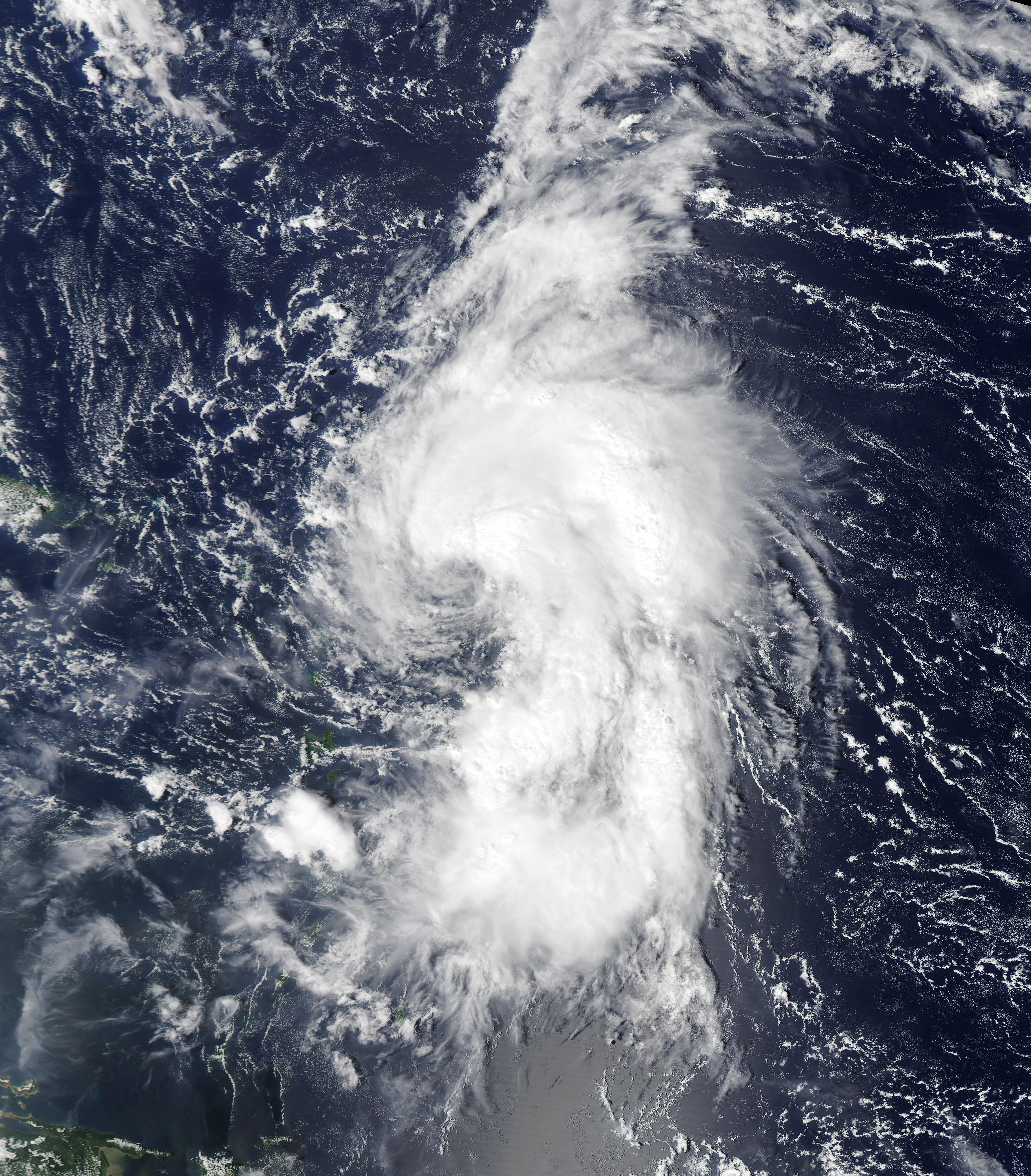
Ophelia als een tropische storm, niet ver van de Bovenwindse Eilanden op 28 september.

 In de namiddag van 29 september sterkte Ophelia aan tot een orkaan van eerste categorie.
Ondanks de hoge windschering zwol Ophelia op 30 september aan tot een categorie 2-orkaan en later diezelfde dag tot een categorie 3 orkaan. Op 1 oktober sterkte Ophelia, ten oosten van Bermuda, aan tot een categorie 4-orkaan, om op 2 oktober weer af te zwakken tot uiteindelijk in de avond een categorie 1-orkaan.

## Gevolgen
In Dominica kreeg men door Ophelia problemen met het vele water dat Ophelia produceerde waardoor verschillende rivieren dreigden te overstromen. Uiteindelijk kwam het tot overstromingen in vele rivieren waardoor 1600 mensen tijdelijk ontheemd raakten en vele auto's wegspoelden. Door de resulterende aardverschuivingen werden verschillende dorpen afgesloten van de buitenwereld doordat de toegangswegen niet meer begaanbaar waren door de erosie en wegspoelen. Toen de storm verder trok naar Bermuda, werd vanwege zijn orkaanstatus een waarschuwing uitgegeven voor de hele eilandengroep van Bermuda door de Bermuda Weather Service. In de avond van 1 oktober werd de waarschuwing weer ingetrokken omdat de storm volgens de voorspelling Bermuda niet direct zou raken. Op diezelfde dag werd er in Canada ook een waarschuwing uitgegeven voor Avalon Peninsula. Nadat een jaar eerder regio ook al werd getroffen door een orkaan, bleek door het toeslaan van orkaan Ophelia dat reparaties in de nasleep van de vorige orkaan niet voldoende waren geweest.